# Draper (laboratoire de recherche)
Pour les articles homonymes, voir Draper.
Le laboratoire de recherche Draper est une entreprise américaine à but non lucratif dont le siège se situe à Cambridge dans le Massachusetts et qui est spécialisée dans la conception, le développement et le déploiement de solutions technologiques avancées dans les domaines de la sécurité nationale, de l'activité spatiale, de la santé et de l'énergie. Crée en 1932 elle est notamment connue pour le développement dans les années 1960 de l'ordinateur AGC du vaisseau Apollo et des systèmes de guidage inertiel des missiles balistiques. Le budget du laboratoire était en 2021 de 724 millions US$. 

## Historique
Charles Stark Draper, professeur d'aéronautique au Massachusetts Institute of Technology (MIT) (Cambridge, Massachusetts) fonde en 1932 un laboratoire universitaire pour développer l'instrumentation nécessaire pour le suivi, le contrôle et la navigation des avions. Durant la Seconde guerre mondiale, le laboratoire qui met au point des viseurs stabilisés, est renommé Confidential Instrument Development Laboratory avant d'être rebaptisé par la suite MIT Instrumentation Laboratory ou I-Lab. En 1957 l'institut de recherche met au point le premier système de guidage entièrement inertiel pour les missiles balistiques Polaris et Thor. Dès 1961, Le laboratoire est impliqué dans le programme Apollo à qui il fournit les systèmes de contrôle de guidage, navigation et contrôle ainsi que les ordinateurs embarqués sur les vaisseaux. Le laboratoire prend le nom de son fondateur en 1970. À la suite de pressions exercées sur le MIT par les opposants à la guerre du Vietnam exercées  pour se débarrasser d'activités impliquées dans le conflit (ce n'était en fait pas le cas, Draper devient en 1973 indépendant du MIT avec un statut d'entreprise de recherche et développement sans but lucratif. Alors que les effectifs du laboratoire atteignent 2 000 personnes dans les années 1980, l'institut de rechercher doit se séparer de la moitié de ses effectifs en 1989 à la suite de la réduction du budget national consacré aux activités de défense et à des changements dans les procédures d'attribution budgétaire. 

### Systèmes militaires
Draper conçoit, teste et fournit des systèmes de guidage, navigation et contrôle pour les missiles ainsi que de l'électronique durcie et des capteurs de précision. Il participe au projet d'intercepteur hypersonique aérobie, au développement de centrales à inertie et au système de guidage des missiles balistiques. 

### Sécurité nationale
Draper met au point pour les forces militaires américaines des solutions technologiques avancées dans de multiples données : guidage de munitions avancées, navigation céleste, algorithme pour l'analyse de données géospatiales...

### Spatial
Dans le domaine spatial Draper développe des systèmes de guidage autonome, des systèmes de navigation et des architectures matérielles et logicielles avec tolérance de panne.

### Biotechnologie
Draper conçoit des systèmes permettant de mettre plus rapidement au point des médicaments, des équipements médicaux, des diagnostics médicaux et des équipements de détection des menaces biologiques. 